# La Soledad (Piura)
La Soledad es un caserío peruano ubicado en el distrito de Vichayal, perteneciente a la provincia de Paita del departamento de Piura, al norte del Perú. 

## Ubicación
La Soledad se ubica al noroeste de la provincia de Paita, en el distrito de Vichayal, en el departamento de Piura. Se ubica al margen izquierda del río Chira. 

## Demografía
En 2017 La Soledad tenía una población de 78 habitantes.
| Gráfica de evolución demográfica de La Soledad entre 1993 y 2017 |
|                                                                  |
| Fuentes: Población 1993 y 2017                                   |